# National Ransom
National Ransom è il 29º album in studio di Elvis Costello, pubblicato nel 2010.

## Storia
L'album è stato registrato nell'arco di 11 giorni ad inizio 2010 tra Nashville e Los Angeles con la collaborazione del produttore T Bone Burnett. Tra i musicisti, oltre ai membri di "The Imposters" e "The Sugarcanes", ci furono anche Vince Gill, Marc Ribot, Buddy Miller e Leon Russell.

## Tracce
1. National Ransom
2. Jimmie Standing in the Rain
3. Stations of the Cross
4. A Slow Drag With Josephine
5. Five Small Words
6. Church Underground
7. You Hung the Moon
8. Bullets for the New-Born King
9. I Lost You
10. Dr Watson, I Presume
11. One Bell Ringing
12. The Spell That You Cast
13. That´s Not The Part of Him You´re Leaving
14. My Lovely Jezebel
15. All These Strangers